# John Kirwan
John James Patrick Kirwan  (ur. 16 grudnia 1964 w Auckland) – nowozelandzki rugbysta i trener. Przez swoją karierę związany był z rugby union, choć występował również w drużynach rugby league. Reprezentant Nowej Zelandii w rugby union oraz zdobywca Pucharu Świata 1987.

## Kariera zawodnicza

### Rugby union
Karierę rozpoczynał w klubie Marist w lokalnych rozgrywkach w Auckland, w wieku 18 lat został zauważony i w 1983 roku wystąpił w drużynie Auckland w najwyższej klasie rozgrywek w Nowej Zelandii – National Provincial Championship.
Po udanym sezonie dostał powołanie do reprezentacji narodowej w roku 1984, swój debiut zaliczył w meczu przeciwko Francji w Lancaster Park w Christchurch. Od tamtego czasu był stałym punktem w reprezentacji (o ile nie był wykluczony z powodu kontuzji).
W roku 1986 razem z Davidem Kirkiem oraz zawodnikiem Manawatu Bruce’em Hemarą odmówili wzięcia udziału w tournée po Południowej Afryce (całej trójce przypisywano pobudki polityczne choć istnieje wersja w której Kirwan odmówił ze względu na brak odpoczynku po kilku miesiącach jakie spędził na graniu w rugby we Włoszech), z powodu apartheidu w tym kraju NZRU postanowiła nie wysyłać tam reprezentacji, mimo zakazu grupa zawodników utworzyła drużynę New Zealand Cavaliers, potocznie nazywaną rebelianci, która wyruszyła na tournée. Cała sprawa odbiła się szerokim echem w Nowej Zelandii i do dziś budzi wiele kontrowersji.
W latach 1985–1989 po sezonie w Nowej Zelandii Kirwan rozgrywał mecze w barwach Benetton Rugby Treviso.
Był jedną z największych gwiazd w sezonie 1987, kiedy to Nowa Zelandia zdobywała Puchar Świata zdobywając w całym turnieju 6 przyłożeń, najwięce w całym turniej ex aequo z Craigiem Greenem.
Podczas Pucharu Świata w 1991 roku wywalczył z drużyną kolejny, tym razem brązowy medal zdobywając jedno przyłożenie w całym turnieju.
Na przestrzeni 10 lat, podczas których występował w reprezentacji, zaliczył kilka rekordów, był pierwszym zawodnikiem z Nowej Zelandii, który wystąpił w 50 oficjalnych meczach (uczynił to w roku 1992). W 1994 roku, kiedy kończył karierę międzynarodową, na swoim koncie miał 65 występów w reprezentacji i 35 przyłożeń, co było wówczas najlepszym wynikiem w historii.
Po dwóch sezonach w Auckland Warriors postanowił dołączyć do NEC Green Rockets RFU, zespołu występującego w japońskiej Top League, karierę zawodniczą zakończył w roku 1998.

### Rugby league
Pod koniec kariery, w wieku 30 lat, John dołączył do nowo powstałej drużyny Auckland Warriors występującej w lidze Australian Rugby League w sezonie 1995. W sezonie 1996 zdobył najwięcej przyłożeń w zespole.

## Kariera trenerska
Po dwóch sezonach w Japonii klub którego barwy reprezentował zaproponował mu angaż trenerski, po dwóch sezonach w roku 2001 został mianowany asystentem trenera Blues, po krótkim epizodzie z nowozelandzką franczyzą został asystentem trenera reprezentacji Włoch Brada Johnstone’a, którego zastąpił po jednym sezonie.
W latach 2002–2005 prowadził reprezentację Włoch. Pomimo początkowych sukcesów (w pierwszym sezonie pokonał Walię, w kolejnym Szkocję), w swoim trzecim sezonie w rozgrywkach Pucharu Sześciu Narodów nie udało mu się wywalczyć żadnego zwycięstwa, pomimo kontraktu obowiązującego do Puchar Świata w rugby 2007 postanowiono rozwiązać z nim umowę.
W roku 2007 zaczął prowadzić reprezentację Japonii, podczas występu w Pucharze Świata 2007 udało mu się zremisować z reprezentacją Kanady, co zakończyło serię trzynastu kolejnych porażek w meczach pucharowych reprezentacji Japonii. Przed Pucharem Świata w 2011 roku zapowiadał zakończenie współpracy z reprezentacją Japonii. Japonia poniosła cztery porażki i zgodnie z zapowiedziami John postanowił nie przedłużać kontraktu.
W roku 2012 został poproszony o poprowadzenie drużyny Barbarian F.C. w trzech meczach przeciwko Anglii, Irlandii oraz Walii, co sam określił jako "zaszczyt (...) którego nigdy nie zapomnę".
Przejął stanowisko trenera Blues w roku 2013 i przez trzy sezony prowadził drużynę, w tym czasie zespół Blues plasował się w drugiej połowie tabeli.
W roku 2014 ponownie poprowadził drużynę Barbarian F.C. przeciwko Australii na stadionie Twickenham.

## Życie prywatne
Jego dziadkiem był Jack Kirwan, reprezentant Nowej Zelandii w rugby league.

Jego syn Niko Kirwan gra w piłkę nożną, został powołany do reprezentacji Nowej Zelandii w piłce nożnej w roku 2018.

Jest autorem następujących książek:
- Running on instinct 1992
- All Blacks Don’t Cry: A story of Hope 2010
- Stand by Me 2014

Dwie ostatnie pozycje traktują o depresji, której doświadczył Kirwan, przez wiele lat otwarcie mówił o swoich problemach, został twarzą promującą kampanię przeciwko depresji i stanom lękowym finansowaną przez nowozelandzkie Ministerstwo Zdrowia.

## Nagrody i odznaczenia
W roku 1988 został mianowany Członkiem Orderu Imperium Brytyjskiego (MBE) za zasługi dla rugby.
W roku 2007 z okazji urodzin Królowej Elżbiety II został mianowany Oficerem New Zealand Order of Merit (ONZM) za zasługi dla zdrowia psychicznego.
W roku 2012 został awansowany do rangi Knight Companion New Zealand Order of Merit (KNZM) za zasługi dla rugby oraz zdrowia psychicznego. W tym samym roku został przyjęty do New Zealand Sports Hall of Fame (ang. Galerii sław nowozelandzkiego sportu).